# Turbinulina
Turbinulina es un género de foraminífero bentónico considerado un sinónimo posterior de Ammonia de la subfamilia Ammoniinae, de la familia Rotaliidae, de la superfamilia Rotalioidea, del suborden Rotaliina y del orden Rotaliida. Su especie tipo era Turbinulina italica. Su rango cronoestratigráfico abarca desde el Mioceno hasta la Actualidad.

## Clasificación
Turbinulina incluía a las siguientes especies:
- Turbinulina bulloides
- Turbinulina crassa
- Turbinulina elegans
- Turbinulina gaimardi
- Turbinulina gaudichaudi
- Turbinulina italica
- Turbinulina laevis